# Sergi Pedrerol
Sergio Pedrerol Caballé (Molins de Rei, 16 dicembre 1969) è un ex pallanuotista spagnolo, vincitore di una medaglia d'oro ai giochi olimpici di Atlanta 1996 ed una d'argento ai giochi di Barcellona 1992.